# 稲田伸生
稲田 伸生 (いなだ のぶお) は、日本のアニメ製作者、プロデューサー。元東京ムービー所属。
1983年の『ガジェット警部』制作進行、13話の『The Littles』の制作担当。

## 作品
- こねこのスタジオ (1959) - 進行
- ビッグX (1964) - 製作
- パンダコパンダ (1972) - 製作
- 荒野の少年イサム (1973) - プロデューサー
- 空手バカ一代 (1973) - プロデューサー
- 新・巨人の星 (1977) - プロデューサー (東京ムービー)
- おはよう!スパンク (1982) - プロデューサー
- ゴルゴ13 (1983) - プロデューサー
- マイティ・オーボッツ (1984) - プロデューサー